# Archivi nazionali (Regno Unito)
Gli Archivi Nazionali (The National Archives) sono un Dipartimento del Governo del Regno Unito e un'agenzia esecutiva del Segretario di Stato per la Giustizia. Sono «l'archivio ufficiale del governo del Regno Unito, contenente 1.000 anni di storia». Esistono anche archivi nazionali separati per le diverse regioni del Regno Unito: gli Archivi nazionali scozzesi conservano gli atti del governo di Scozia e documenti privati sull'argomento, mentre l'Ufficio dei registri pubblici dell'Irlanda del Nord ha lo stesso compito per l'Irlanda del Nord.
Gli Archivi nazionali riuniscono quattro precedenti istituzioni: l'Ufficio pubblico dei registri (Public Record Office, fondato nel 1838), la Commissione dei manoscritti storici (ex Commissione Reale per i manoscritti storici), l'Ufficio delle informazioni del settore pubblico (OPSI) e la Cancelleria di Sua Maestà (HMSO). Gli archivi hanno iniziato ad utilizzare i codice QRpedia nei loro documenti pubblici.

## Patrimonio
Fra le documentazioni conservate a Kew si segnalano le seguenti:
- Documentazione delle corti di giustizia centrali inglesi dal XII secolo in avanti:  Court of King's Bench, Court of Common Pleas, la Court of Chancery, la Court of Exchequer, la Supreme Court of Judicature, la Central Criminal Court, Assize ed altre;
- Governo centrale dal Medioevo;
- Archivi del War Office e dell'Ammiragliato;
- Documenti e corrispondenza del Foreign Office e del Colonial Office;
- Archivi dello Home Office;
- Statistiche del Board of Trade;
- Documentazione riguardante famiglie e persone, fra cui testamenti, certificati di naturalizzazione e certificati penali;
- Gli archivi delle compagnie ferroviarie inglesi;
- Un'ampia e disparata raccolta di carte geografiche, piante e disegni architettonici;

Il documento più antico conservato nei National Archives è il manoscritto originale del Domesday Book del 1086.
L'edificio degli Archivi ospita anche un museo che espone i documenti più importanti, fra cui il Domesday Book, ed organizza mostre tematiche usando i materiali dell'archivio.